# Pteropus seychellensis
Roussette des Seychelles, Roussette des Comores
Espèce
Statut de conservation UICN

 LC  : Préoccupation mineure
Pteropus seychellensis, communément appelé la Roussette des Seychelles ou la Roussette des Comores, est une espèce de grandes chauves-souris frugivores de la famille des Pteropodidae vivant dans le Sud-Ouest de l'océan Indien.

## Description et caractéristiques
Pteropus seychellensis est une grande chauve-souris, pouvant approcher 1,40 m d'envergure pour 30 cm de long, et peser jusqu'à 700 grammes. Son corps est recouvert d'une épaisse fourrure rousse, et ses ailes et sa tête sont noires. 

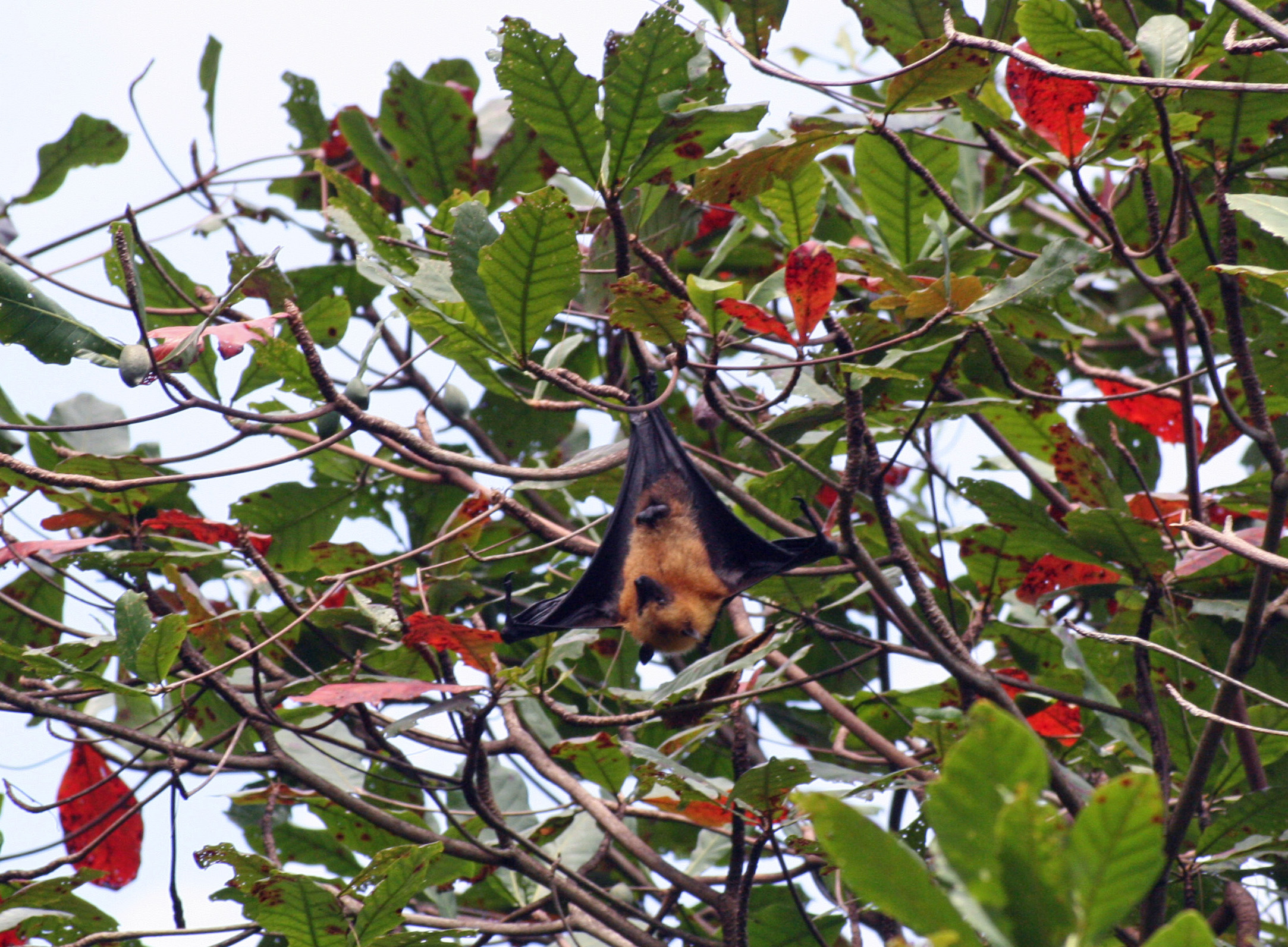
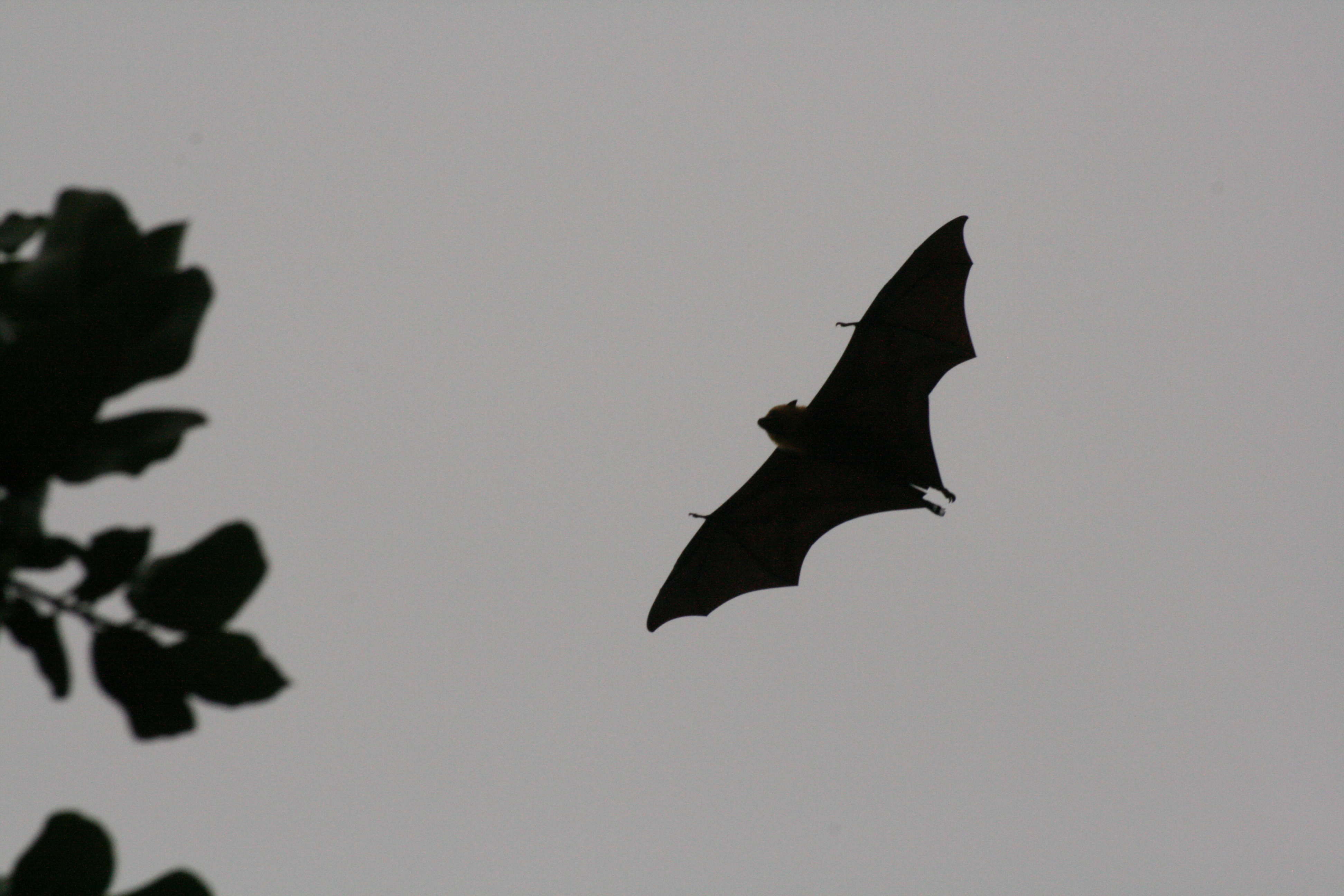

## Habitat et répartition
On trouve cette espèce aux Seychelles, mais également sur d'autres îles de l'Océan indien (comme les Comores et Mayotte mais aussi Mafia près de Zanzibar), où elle est représentée par la sous-espèce Pteropus seychellensis seychellensis. 

## Écologie et comportement
C'est une chauve-souris relativement diurne, très active le matin et en fin d'après-midi. Elle forme des colonies constituées de 5 à 50 individus et se réfugiant dans les arbres. 
Elle se nourrit essentiellement de fruits (papayes, mangues, goyaves ou fruits de baobab) qu'elle complète parfois d'insectes. 

## Liste des sous-espèces
Selon Catalogue of Life (10 mars 2017) :
- sous-espèce Pteropus seychellensis comorensis Nicoll, 1908
- sous-espèce Pteropus seychellensis seychellensis A. Milne-Edwards, 1878

Ces deux sous-espèces, ainsi que la population de l'île de Mafia, pourraient en réalité constituer trois espèces distinctes.